# Kirsty Coventry
Kirsty Coventry (Harare, Zimbabwe, 1983. szeptember 16. –) olimpiai és világbajnok zimbabwei úszó, politikus, sportvezető. A 2004-es athéni és a 2008-as pekingi olimpián is győzni tudott 200 méteres hátúszásban. 
2018-ban Zimbabwe ifjúsági és sportminisztere lett Emmerson Mnangagwa kormányában. 2025-ben a Nemzetközi Olimpiai Bizottság elnökének választották. Ő az első nő és az első afrikai is, aki betölti ezt a posztot.

## Sportpályafutása
Már középiskolásként, tizenhét éves korában kijutott a 2000-es sydney-i olimpiára. Négy versenyszámban indult, legjobb eredményét 100 méteres hátúszásban érte el, ahol elődöntőbe jutott, országos csúcsot úszott és végül a 12. helyen rangsorolták. 200 méteres vegyesúszásban Afrika-rekordot ért el. Zimbabwei úszó korábban semmilyen számban nem jutott elődöntőbe, ennek is köszönhetően hazájában 2000-ben az év sportolójának választották. 2001-től az Amerikai Egyesült Államokba költözött, ahol jobb körülmények között edzhetett. Azelőtt hazájában egyedül edzett 13-14 évesekkel, azonban az alabamai Auburn Egyetem hallgatójaként 60 versenyszinten úszóval került egy uszodába.
2002-ben Zimbabwe egyetlen aranyérmét nyerte a Nemzetközösségi játékokon.
Második olimpiáján 2004-ben Athénban három érmet is nyerni tudott, mindhárom számban Afrika-csúcsot úszott. Győzött, és ezzel megszerezte első olimpiai bajnoki címét 200 méteres hátúszásban, 100 méteres hátúszásban ezüstérmes lett, a 200 méteres vegyesúszás döntőjében pedig harmadik helyen végzett. Ő lett Zimbabwe első egyéni érmese az olimpiák történetében. Korábban csak egyetlen érmet szerzett az ország olimpián, 1980-ban a női gyeplabda-válogatott volt aranyérmes.
A 2005-ös úszó-világbajnokságon szerezte meg első világbajnoki címeit. 100 és 200 méteres hátúszásban aranyérmes, 200 és 400 méteres vegyesúszásban pedig ezüstérmes lett. A következő, 2007-es világbajnokságra való felkészülés során térdsérülés hátráltatta, ennek köszönhetően eredményei elmaradtak a korábbiaktól. Két érmet így is tudott nyerni, 200 méteres hátúszásban és 200 méteres vegyesúszásban lett ezüstérmes.
2008-ban először úszott világcsúcsot. A februári Missouri Grand Prix-n 200 méteres hátúszásban megdöntötte Egerszegi Krisztina 17 éven át fennálló világrekordját egy új, különleges kialakítású LZR Racer úszódresszben. Ezt a sportszert aztán több úszó is elkezdte használni versenyeken és a következő hat hétben összesen 18 világcsúcsdöntést értek el benne. Az áprilisi rövidpályás világbajnokságon 400 méteres vegyesúszásban ért el világrekordot. 100 méteres hátúszásban világbajnoki rekorddal győzött, minden idők második legjobb idejével. 200 méteres táv rövidpályás változatában is világcsúccsal győzött.
A 2008-as pekingi olimpián négy számban indult. 400 méteres vegyesúszásban 4:29,89-es ideje a korábbi világcsúcson belüli volt, de Stephanie Rice mögött második helyen ért célba, aki ennél is jobb időt teljesített. 100 méteres hátúszásban elődöntőjében 58,77-es világcsúcsot úszott, de a döntőben nem tudta megismételni ezt a teljesítményét, 59,19-es ideje ezüstéremre volt elegendő az amerikai Natalie Coughlin mögött. A 200 méteres vegyesúszás újra Rice és Coventry párharcát hozta és Rice-nak ismét világrekordot kellett úsznia, hogy megelőzze Coventryt egy bő tizedmásodperccel. 200 méteres hátúszásban címvédőként szállt versenybe, ehhez méltóan már az előfutamban olimpiai rekordot döntött. A döntőben pedig 2:05,24-es idejével tovább javított az év elején megúszott világrekordján és sikeresen megvédte olimpiai bajnoki címét, a második helyezett Margaret Hoelzert egy másodperccel megelőzve.
A 2009-es világbajnokságon Rómában egy aranyat nyert 200 méteres hátúszásban és egy ezüstöt 400 méteres vegyesúszásban. Másik két számban is döntőt úszott, végül 200 méter vegyesen negyedik helyen ért célba, 100 méter háton pedig nyolcadikként. A világverseny után Dél-Afrikába, Johannesburgba költözött és egy évig szüneteltette pályafutását, amit saját teljesítményének visszaesésével magyarázott és azzal, hogy egyre inkább a ruhákról szólt a sport és nem az úszókról.
A 2012-es londoni és a 2016-os riói olimpia megnyitóünnepségén is Coventry vihette hazája zászlaját. Ezeken az olimpiákon érmet nem szerzett, de így is ritkaságszámba megy, hogy pályafutása során öt olimpián is elindult.

## Politikai szerepvállalása
Zimbabwében 2017-ben bukott meg Robert Mugabe, az 1987 óta hivatalban lévő elnök. Utódja, Emmerson Mnangagwa Coventryt nevezte ki kormánya ifjúsági és sportminiszterévé 2018-ban. Minisztersége alatt többször bírálta a Zimbabwei Labdarúgó-szövetséget állami pénzek elsikkasztásával és nyilvánosságra hozta, hogy a szövetség tisztviselői többször szexuális erőszakot követtek el a női játékosokkal szemben, amely esetek kivizsgálás nélkül maradtak. A kormány ezután feloszlatta a szövetség vezető testületét. A FIFA alapszabálya szerint a szövetségi struktúrába ilyen mértékű kormányzati beavatkozás tilos, ezért felfüggesztették Zimbabwe FIFA-tagságát 2022 februárjában. Ezt végül 2023 júliusában feloldották.
A 2000-es évek elején az előző elnök, Robert Mugabe fehérellenes intézkedései nyomán megfosztott 4000 farmert a földjétől. Az új elnök, Mnangagwa 2020-ban földet adott bérbe Coventry családjának, ami miatt bírálatok kereszttüzébe került. Egy több mint 20 éve az országból elmenekült farmer állítása szerint az ő korábbi birtokának egy része került bérbe Coventryhez. Mugabe unokaöccse, Zhuwao pedig beperelte Coventryt, mert szerinte korábban ő kapta ezt a területet, amire továbbra is igényt tartana. A legfelsőbb bíróság azonban megállapította, hogy Zhuwao állításai nem helytállóak, nem a szóban forgó farm volt Zhuwao tulajdonában.

## A Nemzetközi Olimpiai Bizottságban
Coventry már aktív sportolói pályafutása alatt szerepet vállalt a Nemzetközi Olimpiai Bizottságban. A 2012-es londoni olimpián beválasztották a NOB sportolói bizottságába. 2018 és 2021 között a sportolói bizottság elnöki tisztjét is betöltötte. 2023-ban a NOB végrehajtó bizottságának választott tagja lett. 2024 szeptemberében bejelentették, hogy egyike annak a hét jelöltnek, akik Thomas Bach utódjára pályáznak a NOB elnöki posztjára. Kampánya során kifejtette, hogy támogatja a transznemű nők kitiltását a női versenyekről. Emellett hangsúlyozta, hogy a 2024-es párizsi olimpián ökölvívásban győztes Ímán Helíf és Lin Jü-ting esetéből is le kell vonni a szükséges tanulságokat. A két említett sportoló úgy tudott győzni az olimpián, hogy korábban a Nemzetközi Bokszszövetség (IBA) már eltiltotta a női versenyeitől őket.
2025. március 20-án, a NOB 144. ülésén a NOB elnökévé választották. Ezzel ő lett 10. elnök az olimpiai bizottság élén, illetve az első nő és egyben az első afrikai is, aki betöltheti ezt a posztot. Hivatalosan 2025. június 23-án vette át az elnöki tisztséget Thomas Bachtól.

## Magánélete
2006-ban szerzett diplomát szálloda és vendéglátás szakon az amerikai Auburn Egyetemen.
Zimbabwében gyakran a „nemzet kincsének” hívják, az elnök, Robert Mugabe pedig „aranylánynak” nevezte, amikor 100 000 dolláros jutalmat adott át neki a 2008-as pekingi olimpián elért eredményei elismeréseként. Ezt az összeget Coventry aztán jótékony célokra ajánlotta fel.
2017 és 2024 között a Nemzetközi Szörfszövetség alelnöke volt.